# Hans Georg Schüffner
Hans Georg Schüffner (Scheffner, Schiffner, Schöffner), född 1713 i Ånimskog, död omkring 1785 i Åmål, var en svensk målarmästare och kyrkomålare.
Han var son till den sachsiske krigsfången Gregori Schüffner och från 1736 gift med Anna Kajsa Forsman. Schüffner inskrevs som 15-åring som lärogosse vid Göteborgs Målareämbete där han fick studera för Alexander Fox. Efter avslutad lärotid 1732 arbetade han som gesäll fram till 1735 då han ansökte om mästarvärdighet. Som mästararbete målade han tavlan Öfwer Patriarchen Abraham som ville offra sin Sohn Isac. Som landmästare bosatte han sig i Lidköping där han kom att påverkas starkt av Läckötraditionerna. Han dekorerade 1736 väggarna och tak i Höra kyrka. Redan i mitten av 1730-talet fick han kontakt med olika grupper i Dalsland som resulterade i att han 1739 fick uppdraget att utsmycka Fröskog och Ånimskogs kyrkor. 1741 byter han arbetsorter med Lars Hasselbom som flyttar till Lidköping medan Schüffner bosätter sig i Åmål. Efter flytten följer en livlig konstnärlig verksamhet i Dalsland och Värmland med altartavlor i Järns kyrka 1741 och Gunnarsnäs kyrka 1734. Han fisk uppdraget att utsmycka Brålanda kyrka och Ör kyrka 1747, Sundals-Ryrs kyrka 1748 samt senare kyrkan i Erikstad. Från mitten av 1750-talet arbetade han i ett flertal värmländska kyrkor bland annat utförde han dekorationer i Holmestads kyrka 1750 och Glava kyrka 1753. Han återvände till Dalsland och dekorationsmålade Dalskogs kyrka 1759 och Tösse kyrka 1760 men utförde därefter endast arbeten i olika Värmlandskyrkor som Eskilsäters kyrka 1763, Millesviks kyrka 1764, Ölseruds kyrka 1767 och slutligen Botilsäter kyrka 1769. Som konstnär var Schüffners stil naiv och hans målningar bedöms som valhänta men med en stor färgglädje och uttrycksfullhet. Hans största betydelse ligger i att han bidrog till att skapa det helt dekorerade och färgrika västsvenskas kyrkomåleriet.  